# 藪塚本町中央運動公園
藪塚本町中央運動公園（やぶづかほんまちちゅうおううんどうこうえん）は、群馬県太田市藪塚町にある運動公園である。

## 概要
園内に藪塚本町社会体育館があり、町内のドッジボール大会などに使用される。

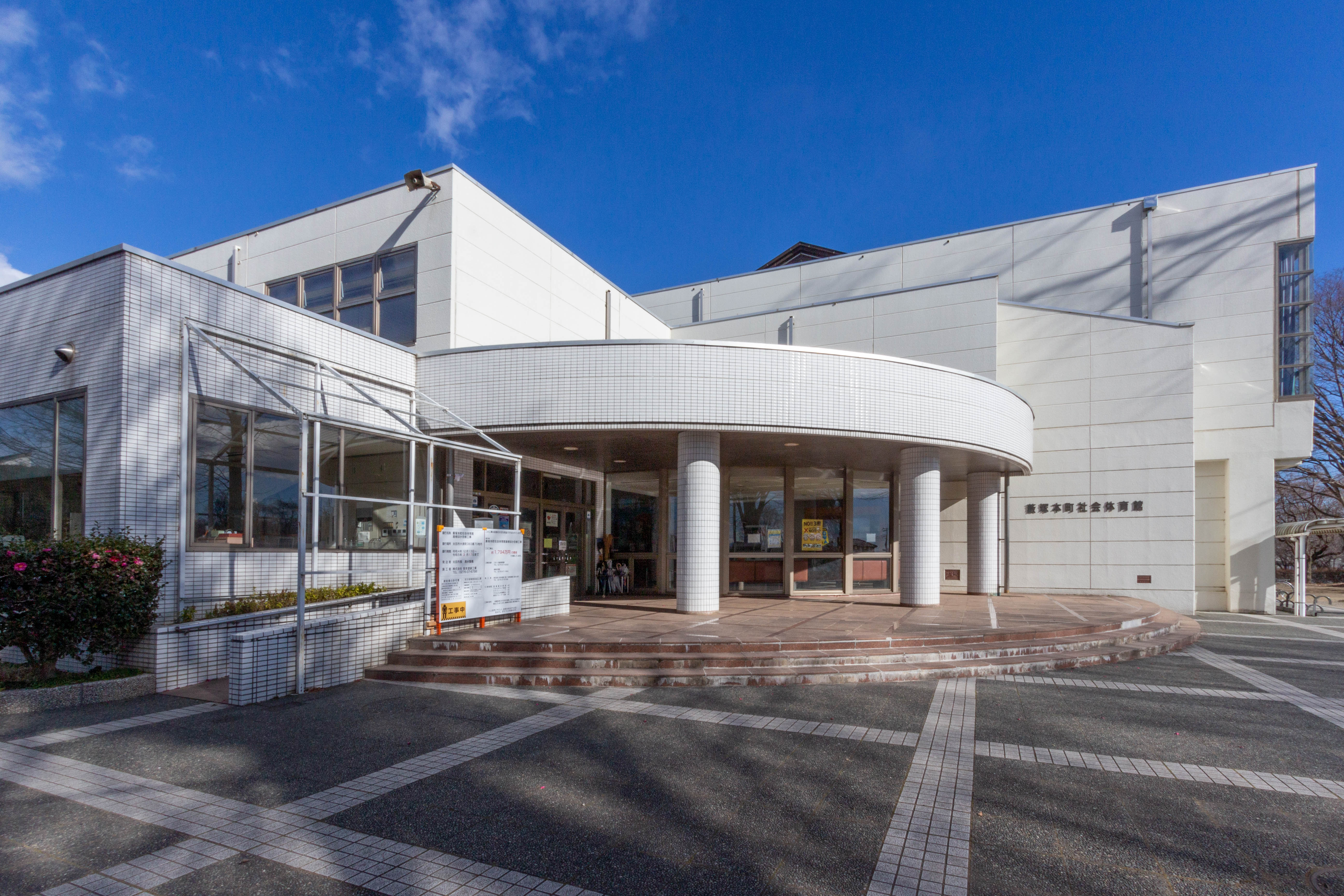
藪塚本町社会体育館

園内の多目的広場はドクターヘリの着陸地点としても制定されている。